# 石屯环翠桥
石屯环翠桥是一处古建筑，位于山西省晋中市介休市洪山镇石屯村，建于明、清。
2021年8月4日，石屯环翠桥公布为第六批山西省文物保护单位。